# 竹原峠道路

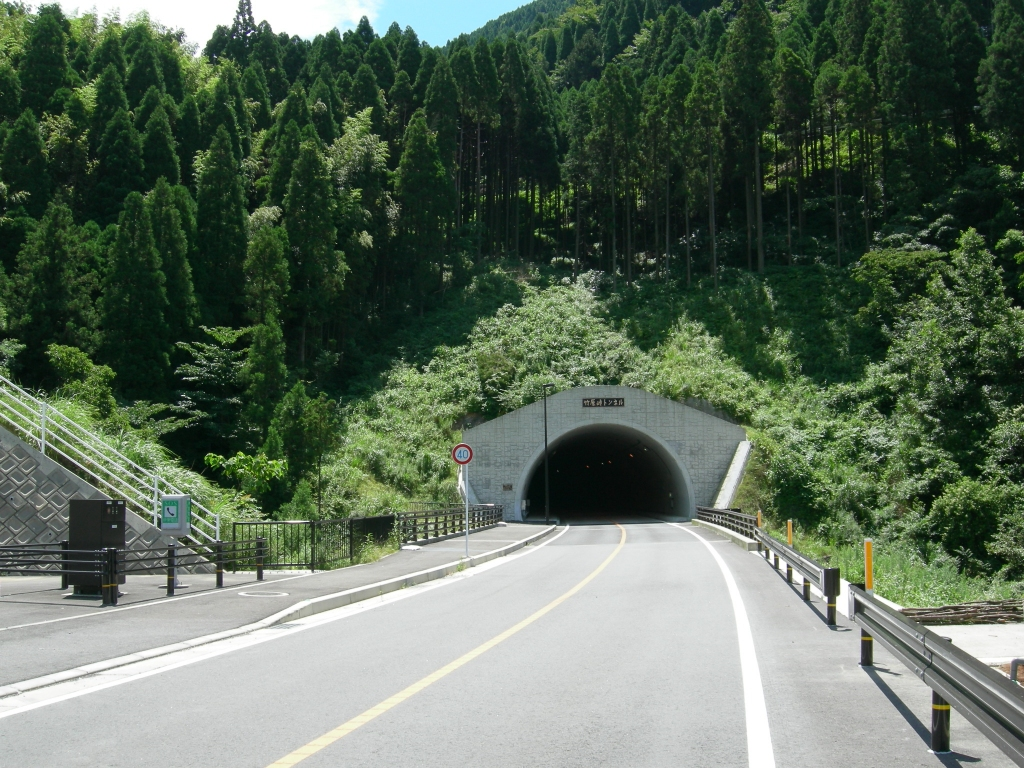
竹原峠トンネル（国道442号・福岡県八女市矢部村側入口付近）

竹原峠道路（たかはらとうげどうろ）は、国道442号の難所である竹原峠をトンネルでバイパスするために大分・福岡県境で建設された道路である。急カーブ、幅員狭小等で大型車が通行困難であった旧道（峠道）の改良を目的としたもので、道路の大半を竹原峠トンネル（1.42km）が占める。

## 概要
かつて福岡県と大分県の県境を越える竹原峠は大分県側が急勾配・急カーブ、福岡県側はそれに加えて道路が非常に狭く、その上冬場になると積雪や路面凍結などで通行規制が頻繁に発生し、国道387号や大分県道・熊本県道9号日田鹿本線などに迂回する必要があった。
2005年10月に狭隘区間および異常気象時でもその影響を軽減できる竹原峠道路・トンネルが開通し、4.3 mであった道路幅員は7.5 mに、12 %であった最大急勾配は7 %に、58箇所あったヘアピンカーブはすべてなくなり、6.1 kmあった延長は3.5 kmに、それぞれ改善された。このため、以前に比べれば大幅かつ短時間で県境を通過することが可能となった。
八女市矢部村の竹原地区には過疎ながら集落があり、旧道は生活道路として残っている。

### 路線データ
- 起点：大分県日田市中津江村合瀬
- 終点：福岡県八女市矢部村北矢部
- 延長：3.5km
- 規格：第3種第3級
- 道路幅員：10.5m
- 車線数：2車線
- 車線幅員：3.0m
- 設計速度：40km/h
- 事業費：92億円

## 沿革
- 1999年度 - 事業化
- 2000年度 - 着工
- 2004年 - 終点寄り0.5 km区間の供用開始
- 2005年12月10日 - 起点寄り3.0 km区間の供用開始

国道442号は県が管理する補助国道であるが、竹原峠は県境に位置するため国土交通省が代行して建設事業を行った。